# Wapen van Basilicata

Het wapen van Basilicata

Het wapen van Basilicata is het officiële herkenningsteken van de Italiaanse regio Basilicata. Deze regio heeft in 1973 een wapen aangenomen dat verwijst naar haar aardrijkskundige ligging tussen vier rivieren: de Bradano, de Basento, de Agri en de Sinni. 
Het Lucaanse wapen is vastgelegd in Legge regionale 22 giugno 1973, n. 12 "Determinazione dello stemma e del gonfalone", die luidt:
"Lo stemma della Regione Basilicata è costituito da una fascia di quattro onde d'azzurro in campo d'argento."
(Het wapen van de Regio Basilicata bestaat uit een bundel van vier golven van lazuur [= blauw] in een veld van zilver [= wit].)